# Wojciech Mazur
Wojciech Mazur (ur. 12 grudnia 1893 w Szykach, zm. 1 stycznia 1925 w Dobrowodzie) – żołnierz kawalerii Legionów Polskich i Wojska Polskiego. Uczestnik I wojny światowej i wojny polsko-bolszewickiej. Kawaler Orderu Virtuti Militari.

## Życiorys
Urodził się w rodzinie Wojciecha i Agaty z d. Kolarz. Absolwent szkoły powszechnej. Działał w drużynach strzeleckich. Od 6 sierpnia 1914 w Legionach Polskich, żołnierz 2 szwadronu kawalerii w 2 pułku ułanów podległej II Brygadzie Legionów Polskich z którym walczył podczas I wojny światowej.
„Szczególnie odznaczył się podczas szarży pod Rokitną /13 VI 1915/”. Za udział w której otrzymał Order Virtuti Militari.
W październiku 1915 wcielony do 2 pułku ułanów z którym walczył na Wołyniu, pod Przemyślem i na Bukowinie. Zwolniony z Legionów w lutym 1918. Od grudnia 1918 w odrodzonym wojsku polskim, żołnierz 2 pułku szwoleżerów z którym walczył podczas wojny polsko-bolszewickiej. Zdemobilizowany w 1921. Od 15 września 1922 pracował w Policji Państwowej. Zmarł tragicznie w Dobrowodach i tam został pochowany.
Był żonaty.

## Odznaczenia
- Krzyż Srebrny Orderu Wojskowego Virtuti Militari nr 6015[1][2]
- Krzyż Niepodległości – pośmiertnie 23 XII 1933[1]